# Campeonato Asiático de Atletismo de 2013 - 800 m masculino
A prova dos 800 metros masculino do Campeonato Asiático de Atletismo de 2013 foi disputada entre os dias 6 e 7 de julho de 2013 no Shree Shiv Chhatrapati Sports Complex em Pune, na Índia. 

## Recordes
Antes desta competição, os recordes mundiais e do campeonato nesta prova eram os seguintes:
|                       | Nome               | Nacionalidade | Tempo     | Local       | Data                |
| --------------------- | ------------------ | ------------- | --------- | ----------- | ------------------- |
| Recorde mundial       | David Rudisha      | Quênia        | 1m 40s 91 | Londres     | 9 de agosto de 2012 |
| Recorde do campeonato | Majed Saeed Sultan | Catar         | 1m 44s 27 | Incheon     | 2005                |
| Recorde asiático      | Yusuf Saad Kamel   | Bahrein       | 1m 42s 79 | Fontvieille | 29 de julho de 2008 |

## Medalhistas
| Ouro                           | Prata                 | Bronze                  |
| Musaeb Abdulrahman Balla (QAT) | Abdulaziz Ladan (KSA) | Belal Mansoor Ali (BHR) |

## Cronograma
Todos os horários são locais (UTC+5:30).
| Data       | Hora  | Evento  |
| ---------- | ----- | ------- |
| 6 de julho | 18:10 | Bateria |
| 7 de julho | 17:00 | Final   |

## Resultados

### Bateria
Qualificação: 2 atletas de cada bateria  (Q) mais os  2 melhores qualificados (q). 
| Posição | Bateria | Atleta                   | Nacionalidade  | Tempo   | Notas |
| ------- | ------- | ------------------------ | -------------- | ------- | ----- |
| 1       | 1       | Musaeb Abdulrahman Balla | Catar          | 1:48.80 | Q     |
| 2       | 1       | Manjit Singh             | Índia          | 1:49.12 | Q     |
| 3       | 1       | Amir Moradi              | Irão           | 1:49.41 | q     |
| 4       | 3       | Abdulaziz Ladan          | Arábia Saudita | 1:49.59 | Q     |
| 5       | 3       | Belal Mansoor Ali        | Bahrein        | 1:49.98 | Q     |
| 6       | 1       | Masato Yokota            | Japão          | 1:50.16 | q     |
| 7       | 3       | Takeshi Kuchino          | Japão          | 1:50.57 |       |
| 8       | 3       | Francis Sagaya Raj       | Índia          | 1:50.74 |       |
| 9       | 3       | Hung Yu-Chao             | Taipé Chinesa  | 1:51.73 |       |
| 10      | 2       | Sajjad Moradi            | Irão           | 1:54.74 | Q     |
| 11      | 2       | Yusuf Saad Kamel         | Bahrein        | 1:54.76 | Q     |
| 12      | 2       | Jamal Hairane            | Catar          | 1:54.88 |       |
| 13      | 2       | Duong Van Thai           | Vietname       | 1:55.02 |       |
| 14      | 2       | Sajeesh Joseph           | Índia          | 1:55.06 |       |
| 15      | 2       | Adnan Taess              | Iraque         | 1:55.30 |       |
| 16      | 1       | Geabel Ali Al-Muradi     | Iêmen          | 1:57.27 |       |
| 17      | 2       | Mervin Guarte            | Filipinas      | 1:58.44 |       |
| 18      | 1       | Watcharin Waekachi       | Tailândia      | 1:58.69 |       |
| 19      | 2       | Ahmed Hassan             | Maldivas       | 2:01.08 |       |
| 20      | 3       | Shifaz Mohamed           | Maldivas       | 2:02.91 |       |
| 21      | 3       | Ribeiro de Carvalho      | Timor-Leste    | 2:06.26 |       |
| 22      | 1       | Ak Hafiy Tajuddin Rositi | Brunei         | DNF     |       |
| 23      | 1       | Ebrahim Al-Zofauri       | Kuwait         | DNS     |       |
| 23      | 3       | Mohammad Al-Azemi        | Kuwait         | DNS     |       |

### Final
A final da prova ocorreu dia 7 de julho às 17:00.
| Posição           | Atleta                   | Nacionalidade  | Tempo   | Notas |
| ----------------- | ------------------------ | -------------- | ------- | ----- |
| Medalha de ouro   | Musaeb Abdulrahman Balla | Catar          | 1:46.92 |       |
| Medalha de prata  | Abdulaziz Ladan          | Arábia Saudita | 1:47.01 |       |
| Medalha de bronze | Belal Mansoor Ali        | Bahrein        | 1:48.56 |       |
| 4                 | Manjit Singh             | Índia          | 1:49.70 |       |
| 5                 | Amir Moradi              | Irão           | 1:50.33 |       |
| 6                 | Yusuf Saad Kamel         | Bahrein        | 1:50.54 |       |
| 7                 | Masato Yokota            | Japão          | 1:51.13 |       |
| 8                 | Sajjad Moradi            | Irão           | 1:56.09 |       |

Legenda
| Recorde mundial       | Recorde mundial (World record)               |                       | Recorde africano                      | Recorde africano (African) |                                           | Q | Classificado por posição (Qualified) |
| Recorde do campeonato | Recorde do campeonato (Championship record)  | Recorde da América    | Recorde da América (Americas)         | q                          | Classificado por melhor tempo (Qualified) |   |                                      |
| Melhor marca do ano   | Melhor marca do ano (World leading)          | Recorde asiático      | Recorde asiático (Asian)              | DNS                        | Não largou (Did not start)                |   |                                      |
| Recorde nacional      | Recorde nacional (National record)           | Recorde europeu       | Recorde europeu (European)            | DNF                        | Não terminou (Did not finish)             |   |                                      |
| Recorde pessoal       | Recorde pessoal do atleta (Personal best)    | Recorde da Oceania    | Recorde da Oceania (Oceania)          | DSQ / DQ                   | Desclassificado (Disqualified)            |   |                                      |
| Recorde da temporada  | Recorde da temporada do atleta (Season best) | Recorde sul-americano | Recorde sul-americano (South America) | NM                         | Sem marca (No mark)                       |   |                                      |